# Zollingen
Zollingen is een plaats in de Franse gemeente Sarrewerden in het departement Bas-Rhin in de regio Grand Est.

## Geschiedenis
Op 1 maart 1972 werden de gemeenten Bischtroff-sur-Sarre en Zollingen in de gemeente Sarrewerden opgenomen in een fusion-association. Dit hield in dat de voormalige gemeenten als commune associée nog enige mate van zelfstandigheid behielden.